# Siemens Mobile
Siemens Mobile var en tysk producent af mobiltelefoner og et datterselskab til Siemens AG. Siemens solgte Siemens Mobile til taiwanske BenQ i 2005 og aktiverne blev videreført igennem selskabet BenQ Mobile GmbH & Co. De sidste Siemens-markedsførte mobiltelefoner var AL21, A31 og AF51, som blev lanceret i november 2005.

## Historie
Den første Siemens mobiltelefon "C1" blev lanceret i 1985. I 1994 blev Siemens S1 GSM-mobiltelefonen lanceret. I 1997 lancerede Siemens deres første mobiltelefon med farveskærm, Siemens S10.